# Beaver Dam, Wisconsin
Beaver Dam là một thành phố thuộc quận Dodge, tiểu bang Wisconsin, Hoa Kỳ. Năm 2000, dân số của thành phố này là 15169 người.